# Grubbensköld
Grubbensköld var en svensk adelsätt som tidigare hette Grubb.
Grubbensköld har traditionellt ansetts tillhöra släkten Grubb från Grubbe i Umeå, men exakt hur släktskapet skulle se ut har inte kunnat fastställas. Nyare genealogiska verk som Svenskt biografiskt lexikon anger till skillnad från Gabriel Anrep att något genealogiskt samband inte kunnat fastställas.
Grubbenskölds stamfader Jöns Eriksson Grubb var född 1609 i Norrland. Han grundade Svartå bruk, var bergsfogde i Lekebergs och Karlskoga bergslag, brukspatron och handelsman i Örebro. Hans hustru hette Anna Helsingia och var enligt Gabriel Anrep dotter till kyrkoherden i Örebro Petrus Mathiae Helsingius och Elisabeth Tideman, och syster till stammodern till ätten Broman.
Sistnämnda makars döttrar blev stammödrar till ätterna af Tibell, Heerdhielm, Leijonflycht och Nordenfelt. Deras son Johan Grubb var student vid Uppsala universitet 1672, blev sedan kanslist vid civilexpeditionen, registrator där, och sekreterare i Bergskollegium. 1693 adlades han och antog namnet Grubbensköld. Ätten introducerades samma år på nummer 1259.
Johan Grubbensköld var gift med friherrinnan Brita Lovisin, och fick med henne barnen Catharina, gift med Carl Gustaf Montgomery, Eva gift Psilanderhjelm, Anna Christina gift Silfversparre och Erik som avled före sin far. Därmed slöt Johan Grubbensköld själv sin adliga ätt på svärdssidan när han avled år 1710.